# Herberts Cukurs
Herberts Cukurs (født 17. maj 1900 i Liepaja, død 23. februar 1965 i Montevideo) var en lettisk pilot og nazikollaboratør, der blev dræbt af Mossad, Israels efterretningstjeneste.
Han medvirkede i Arājskommando som deltog i gennemførelsen af holocaust i Letland. I 1946 flygtede Cukurs til Brasilien, hvor Mossad i 1960'erne lokkede ham til Uruguay, hvor han blev dræbt. Cukurs regnes som den eneste nazist, Mossad med sikkerhed har likvideret. I mellemkrigstiden var Cukurs en flypioner, der blev nationalhelt efter at have gennemført flere dristige flyvninger og blev omtalt som Letlands svar på Charles Lindbergh.

## Baggrund
Herbets Cukurs blev født 17. maj 1900 i Liepaja, der dengang var en del af Det Russiske Kejserrige. Familien drev et maskinværksted, hvor de også beskæftigede jøder og familien blev anset som liberal for sin tid. Cukurs medvirkede ved kampene for Letlands uafhængighed fra Rusland i forbindelse med første verdenskrig. 20 år gammel gik han ind i det uafhængige Letlands lille flyvåben og blev kendt for sine færdigheder og dristighed som pilot. Cukurs forlod militæret i 1924.
I mellemkrigstiden var Cukurs en flypioner, som også byggede sit eget fly. Han gennemførte flere dristige flyvninger. Blandt andet fløj han alene mellem Letland og Gambia (1933) og mellem Letland og Tokyo (1936). Gambia havde en speciel rolle i letternes bevidsthed, fordi Jacob von Kettler, hertug af Kurland, havde etableret en koloni der. Cukurs blev nationalhelt og omtalt som Letlands svar på Charles Lindbergh. I 1939 fløj Cukurs til Palæstina og holdt foredrag for jøderne i Riga om det fascinerende, han oplevede i Tel Aviv, Jerusalem og Betlehem. Cukurs fortalte begejstret om zionisternes bestræbelser på at bygge et jødisk samfund der. Cukurs skal have haft jødiske intellektuelle i omgangskredsen i Riga.

### Flyvning til Gambia
Efter flyvåbenet arbejdede blandt andet han som lastbilchauffør og begyndte at bygge sit eget fly, som han mente ville blive nyskabende. Dele til flyet fandt han her og der, blandt andet fra flyvrag. To lettiske flyvere mislykkedes i 1933 med en flyekspedition til Gambia, hvilket inspirerede Cukurs til at få færdigt sit fly samme år. Han satte en gammel motor i flyet.
Ved Barcelona væltede flyet under en nødlanding og i Malaga nødlandede han i havet, da motoren svigtede. Efter at have krydset Sahara fik han i Dakar vide, at Gambia ikke havde lufthavne. Cukurs tog chancen alligevel. Flyturen fik stor opmærksomhed i Letland og tillige stor international omtale. Der blev indsamlet penge, så Cukurs kunne få en ny motor til hjemturen. Cukurs skal, til forskel fra de britiske koloniherrer, have behandlet de indfødte som ligeværdige.
Tusindvis var mødt op ved flypladsen i Liepaja, da han kom hjem efter ni måneder. Forsvarsministeren meddelte over radio, at Cukurs var forfremmet til kaptajn for at have sat Letland på verdenskortet og regeringen tildelte ham en ejendom i Bukaisi.

## Holocaust i Letland
Letland blev besat af tyske styrker kort efter invasionen af Sovjetunionen. Cukurs var en ledende person i Arājskommando, som bistod den tysk besættelsesmagt særligt ved udryddelse af Letlands jøder. Han er blevet omtalt som «slagteren fra Riga». Ifølge overlevende var han en af de ledende gerningspersoner i forbindelse med Rumbula-massakren, hvor omkring 27.000 jøder i løbet af et par dage blev fordrevet fra ghettoen og henrettet i skoven. Cukurs skal have gået rundt med revolver og skudt gamle, syge og andre, som forsinkede marchen mod skoven.

## Flugt og likvidering
Hen mod slutningen af krigen blandede Cukurs sig med flygtninge, der rejste vestover og skjulte sig i det okkuperede Tyskland. I marts 1946 flygtede Cukurs videre via Marseilles til Brasilien sammen med kone og børn.
Cukurs og Josef Mengele blev nævnt som savnede forbrydere under Nürnbergprosessen. Britiske War Crimes Group efterforskede forbrydelserne i Riga-ghettoen og major Charles Kaiser havde i januar 1948 en liste med 27 navne på tyske og lettiske mistænkte, inkluderet Arājs og Cukurs. Kaiser konstaterede, at disse personer blev nævnt hyppigt af vidnerne og at forbrydelsen var bestialske. Kaiser anbefalede, at alle blev stillede for retten for massemord, grov mishandling og røveri.

### Brasilien
Som lettisk flygtning havde Cukurs lidt problemer med at komme ind i Brasil, men kom dog ind i landet på lovlig vis og brugte således ikke nazisternes smuglerruter.
I Brasilien gjorde han ingen forsøg på at skjule sig. Han blev ikke brasiliansk statsborger. Han boede i Rio de Janeiro og senere i São Paolo, hvor han drev forretning inden for turisme, blandt andet tilbød ham ture med paddelbåde og flyture over Rodrigo de Freitas. I 1956 flyttede han med familien til São Paolo og drev vandflyvirksomhed med base ved Guarapiranga-reservoiret. Han skal i nogle tilfælde have fragtet gamle nazister på flugt. Cukurs viste sig frem for pressen for at få opmærksomhed om sin virksomhed. Cukurs og hans familie havde trangeøkonomiske kår.
Jødiske overlevende, der var bosat i Brasil begyndte at observere Cukurs og tog billeder, der blev sendte til undersøgere i London. I juni 1950 holdt den jødiske forening i Rio de Janeiro et pressemøde, hvor Cukurs blev anklaget for massemordet i Riga i 1941. Presseomtalen blev fulgt op af demonstrationer ved Rodrigo de Freitas, hvor Cukurs drev sin forretning. I Brasilien deltog han i antisemittiske aktiviteter, hvilket førte til, at jøder i landet tippede Simon Wiesenthal.
Brasiliens myndigheder overvejede at deportere Cukurs, men idet landet havde dårlige forbindelser til Sovjetunionen var det svært at sende ham til Letland. Cukurs var ikke formelt sigtet for noget og processen blev derfor standset i 1952. Sagen cirkulerede i den britiske udenrigstjeneste fra 1950 til 1953, hvor det til slut blev konkluderet, at Cukurs aldrig var anklaget for krigsforbrydelser.
Adolf Eichmann blev bortført fra Argentina til Israel i maj 1960. Et læserbrev i den jiddisch-sproglige avis Der Tog Morgen 27. juli 1960 krævede pågripelse af Cukurs, «Letlands Eichmann», før han forsvandt. Efter retssagen mod Adolf Eichmann blev jøder i Brasilien påmindet om Cukurs og tippede vesttyske myndigheder om hans adresse. Den vesttyske anklagemyndighed mente, at den tysk straffelov ikke omfattede forbrydelser begået i Letland. Cukurs kunne derfor ikke stilles for en domstol i Vesttyskland.
Efter kidnapningen af Eichmann blev Cukurs urolig og fik politibeskyttelse og tilladelse til at bære våben. I 1960 blev han interviewet af den i samtiden kendte reporter Jack Anderson i det amerikanske tidsskrift Parade og forkastede her anklagerne mod ham. Cukurs hævdede, at arbejdet for Arajskommandoen kun omfattede reparation af lastbiler. Jack Anderson konkluderede, at Cukurs var meget bange. Under sagen mod Eichman i maj 1961 fortalte vidnet Eleazar Kashat fra Riga, at Cukurs dræbte kvinder og børn. Efter at Cukurs' tilholdssted blev offentligt kendt i 1960 skal ham ifølge Washington Post (1977) have tilbudt at sende jødiske agenter til Josef Mengele i Argentina mod at han selv gik fri. Mod betaling ville han flyve agenterne til stedet med vandfly.
Han blev opsporet af Mossad, lokket til Uruguay og dræbte af Mossad-agenter der i 1965. Liget blev fundet sammen med dokumenter om hans medvirkning til holocaust i Letland.

### Likvidering
Mossad villes lokke Cukurs ud af Brasilien, fordi udenlandske agenter risikerede dødsstraf i landet og fordi drab på Cukurs i Brasilien kunne udløse antisemittiske reaktioner i landet, der havde et stort antal jøder blandt sine indbyggere.
En Mossad-agent, der gav sig ud for være "Anton Kuenzle" fra Wien, overbeviste Cukurs om at tage med på en forretningsrejse til Montevideo, hvor de to skulle være partnere i et projekt inden for turisme. Kuenzle var tyskfødt, beherskede sproget godt og havde et almindeligt udseende for en 45-årig forretningsmand fra Nordeuropa. Agenten indledte en venskabelig relation til Cukurs. Kuenzle ville vise ham et ledigt hus i badebyen Shangrilá i Canelones ved Montevideo, hvor de kunne indrette projektets midlertidige kontorer.
Tre-fire agenter ventede på Cukurs i huset og dræbte ham i et slagsmål 23. februar 1965. Cukurs var kraftig, relativt høj og stærk og rask for sin alder. Agenterne var veltrænede kampsportudøvere. Cukurs skal have forsøgt at trække sit eget skydevåben og blev da skudt i hovedet af agenterne. Liget blev lagt i en stor kuffert, rejsekiste eller kasse. Sammen med liget lå et ark med "dødsdommen" over Cukurs underskrevet "de som aldrig glemmer". Sammen med liget lå blandt andet en udskrift af afslutningsindlægget i Nürnbergprosessen af Hartley Shawcross, den britiske anklager.
Det er muligt, at Mossad overvejede at bortføre Cukurs, så der kunne gennemføres en retssag i Israel på samme måde som mod Eichmann. En ren likvidering kunne været gennemført ved at skyde ham på afstand. Sandsynligt var planen at læse "dommen" op for Cukurs og derefter dræbe ham på stedet.
Liget blev fundet to uger efter drabet. Efter at agenterne havde forladt Uruguay sendte agenterne information med alle detaljer om drabet på Cukurs til nyhedsbureauer i Vesttyskland, inklusive adressen på gerningsstedet. Drabet blev omtalt i New York Times og norske aviser havde blandt andet «død mand i kuffert» eller «tysk krigsforbryder fundet død» slået på forsiden. Billedet af Kuenzle blev publiceret i mange aviser og enken efter Cukurs genkendte Kuenzle som hun udpegede som morderen.
Cukurs regnes som den eneste nazist som det er kendt med sikkerhed, at Mossad likviderede. Nogle af de samme agenter, som sporet op og fangede Adolf Eichmann i 1960 medvirkede til likvideringen af Cukurs.

## Eftertiden
Den ledende agent i likvideringen med pseudonymet Anton Kuenzle udgav i 1997 en bog på hebraisk om drabet. Bogen kom at engelsk som Execution of the Hangman of Riga (Valentine Mitchell, 2004). I 2012 kom det frem, at Kuenzles egentlige navne var Yaakov Meidad (1919-2012). En af de andre agenter, der medvirkede havde mange slægtninge, der blev dræbt i Riga.
Efter Letlands uafhængighed i 1991 har Cukurs været en tvetydig figur. Nogle fremstående personer fejrer ham som en nationalhelt, mens andre holder afstand til Cukurs og forkaster forsøg på historisk revisionisme. Nogen har hævdet, at Cukurs medvirkede til at redde jøder. Den post-sovjetiske narrativ i Letland fokuserer på sovjetmyndighedernes overgreb og dårligt styre, mens letternes medvirkning til nazisternes forbrydelser ikke passer ind i den nationale fortælling om letterne som ofre.
Flere øjenvidner fortalte om Cukurs medvirken, blandt andre Frida Michelson, der sandsynligvis var den eneste overlevende fra massakren i Rumbula. Ingeniørstudenten Isaak Kram så Cukurs på nært hold, blandt andet da Cukurs skød og dræbte en gammel kvinde og et spædbarn. Viktors Arājs fortalte gentagne gange i retssagen i Vesttyskland, at han sammen med den næstkommanderende Cukurs flere gange kørte til Rumbula-skoven..
I 2005 indledte Letlands anklagemyndighed undersøgelser af Cukurs rolle under holocaust i Letland, særligt om ham egenhændigt dræbte eller kun var organisator eller tilskuer. Undersøgelserne pågik i mange år og konkluderede, at Cukurs ikke medvirkede til holocaust. Ifølge anklagerens undersøgelser havde Cukurs tværtimod medvirket til at redde jøder ved at skjule dem i sit eget hus.
Efraim Zuroff, direktør ved Simon Wiesenthal Center i USA, beklager, at Cukurs blev likvideret. Zuroff pointerede, at en retssag havde været bedre både for historien og for retfærdigheden: I en retssag ville beviser have været fremlagt og det ville være sværere at hævde uskyldighed, som hans støtter har gjort i eftertiden. Zuroff mener, det er absurd at fremstille Cukurs som en helt og at der ikke er tvivl om, at han var en betydelig krigsforbryder.
Drabet på Cukurs kan ifølge journalisten Stephan Talty, som i 2020 udkom med en bog om Cukurs, have medvirket til at hindre amnesti i Vesttyskland (Forbundsrepublikken) for krigsforbrydere. I marts 1965 stemte Forbundsdagen med stort flertal et forslag om amnesti ned. Talty tror ikke, at Cukurs var en rodfæstet antisemit, men at han kan være blevet involveret i massemordet af opportunistiske grunde.